# Make a Scene
Make a Scene è il quarto album della cantante pop britannica Sophie Ellis-Bextor, pubblicato il 18 aprile 2011 dall'etichetta discografica Universal.
Il disco è stato pubblicato in Russia a maggio dove ha raggiunto la dodicesima posizione in classifica e uno status di disco d'oro, e in Regno Unito il mese successivo. L'uscita in Italia è avvenuta il 25 ottobre su etichetta EGO Music/Universal, in formato digitale e fisico.
Più volte rimandato nel tempo, l'album fu anticipato inizialmente dalle collaborazioni Heartbreak (Make Me a Dancer) nel 2009 in collaborazione con i Freemasons e Can't Fight This Feeling con il dj francese Junior Caldera l'anno successivo.
Nonostante abbia annunciato di star già scrivendo brani per un nuovo album, l'artista non ha mai rallentato la promozione del disco e si è esibita in numerosi programmi televisivi, concerti privati e festival estivi in Europa, Asia e Australia.

## Tracce
CD (EBGB's EBGBCD 001)
1. Revolution – 2:44 (Sophie Ellis-Bextor, Cathy Dennis, Greg Kurstin)
2. Bittersweet – 3:27 (Sophie Ellis-Bextor, Hannah Robinson, James Wiltshire, Russell Small, Richard Stannard)
3. Off & On – 3:32 (Róisín Murphy, Cathy Dennis, Calvin Harris)
4. Heartbreak (Make Me a Dancer) – 3:25 (Sophie Ellis Bextor, James Wiltshire, Russell Small) – (feat. Freemasons
5. Not Giving Up on Love – 2:56 (Sophie Ellis-Bextor, Olivia Nervo, Miriam Nervo, Armin van Buuren, Benno de Goeij) – (feat. Armin van Buuren)
6. Can't Fight This Feeling – 3:35 (Sophie Ellis-Bextor, Junior Caldera, Julien Carret) – (feat. Junior Caldera)
7. Starlight – 4:20 (Sophie Ellis-Bextor, Hannah Robinson, Richard X)
8. Under Your Touch – 3:53 (Sophie Ellis-Bextor, Hannah Robinson, Liam Howe)
9. Make a Scene – 3:50 (Sophie Ellis-Bextor, Joseph Mount)
10. Magic – 4:34 (Sophie Ellis-Bextor, Hannah Robinson, Richard X)
11. Dial My Number – 3:37 (Sophie Ellis-Bextor, Hannah Robinson, Liam Howe)
12. Homewrecker – 3:25 (Sophie Ellis-Bextor, Greg Kurstin, Lindy Robbins)
13. Synchronised – 3:12 (Ina Wroldsen, Fred Ball)
14. Cut Straight to the Heart – 3:37 (Sophie Ellis-Bextor, Ed Harcourt, Dimitri Tikovoi)

## Classifiche
| Classifica    | Posizione raggiunta |
| ------------- | ------------------- |
| Russia        | 12                  |
| Gran Bretagna | 33                  |